# Karl Laurids Aastrup
Karl Laurids Aastrup, född den 26 november 1899 i Ulfborg på Jylland, död den 14 maj 1980 i Roskilde, var en dansk präst och psalmdiktare. Han skrev hundratals psalmer, egna och översättningar. I den danska psalmboken 2002 finns han representerad med 21 egna psalmer och en översättning. 
Av hans egna psalmer torde DDS 54 Hvad mener I om Kristus vara mest känd. 
Under åren 1944-45 bodde han som flykting i Sverige och under denna tid översatte han flera psalmer från svenska till danska. Av dessa kan särskilt nämnas den i Danmark ofta sjungna (höst-)psalmen DDS 728 Du gav mig, o Herre, en lod af din jord, på svenska sv.ps. 596 Du gav mig, o Herre, en teg av din jord av Carl Reinhold Sundell, dock sjunger vi på olika melodier. Det är den enda av hans översättningar som finns i den nuvarande danska psalmboken. 
Aastrup var domprost i Odense från 1949. Han blev riddare av Dannebrogorden 1950 och riddare av första graden 1961.

## Psalmer
- Skall natten nu ljusna, en morgonpsalm med originaltitel Vil natten nu vige, diktad 1958. Översatt till svenska av Gunvor Javén 1982.
- Det ljusnar sakta, en morgonpsalm med okänd originaltitel, diktad 1960. Ej i den danske salmebog. Översatt till svenska av Britt G Hallqvist 1973.